# Lista de singles número um na Brazil Songs em 2022

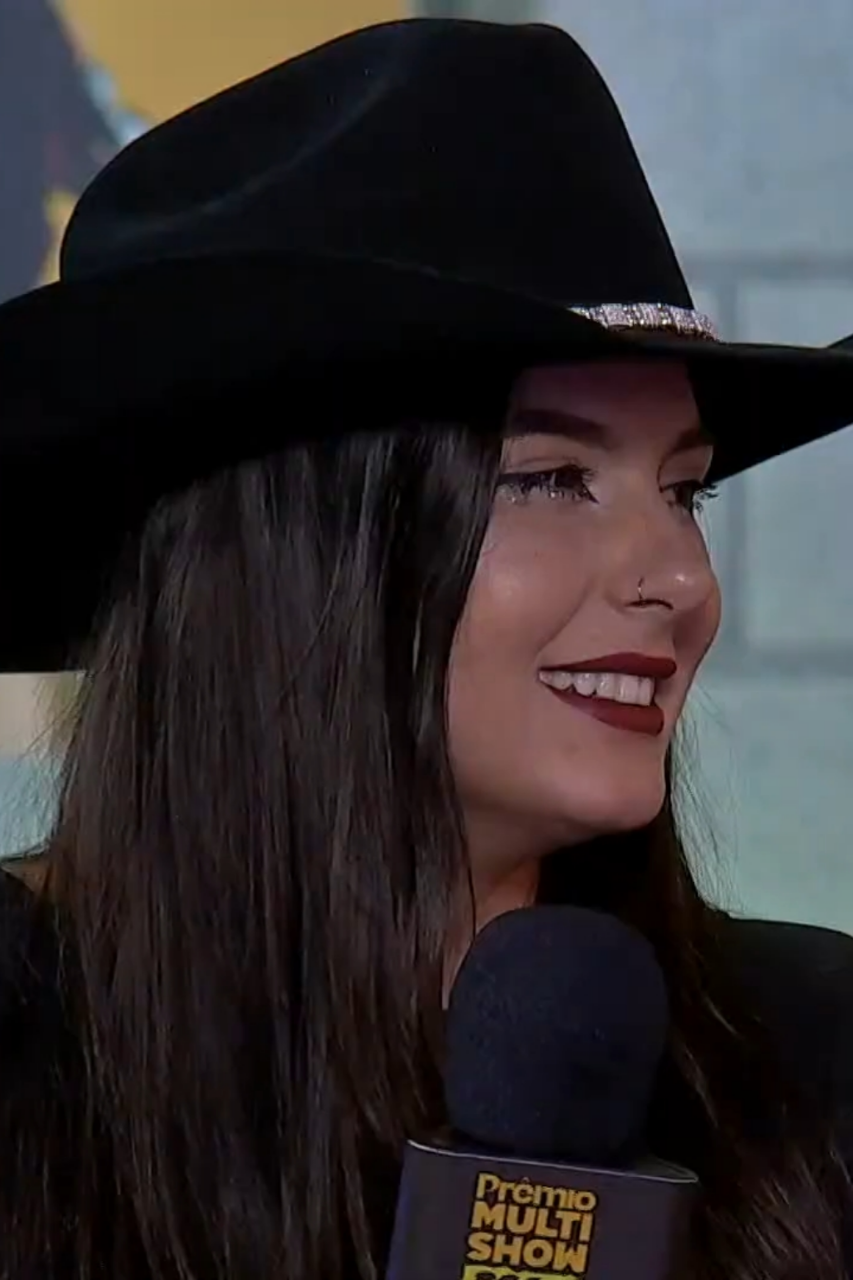
Totalizando 10 semanas, Ana Castela foi a artista que por mais tempo ocupou o topo da Brazil Songs.

Esta é uma lista dos singles que alcançaram a primeira posição da Brazil Songs em 2022. A Brazil Songs é uma parada musical brasileira publicada semanalmente pela revista norte-americana Billboard. Os dados usados para cada publicação são recolhidos pelo serviço Luminate Data com base em vendas digitais e streaming nos serviços online.

## Histórico

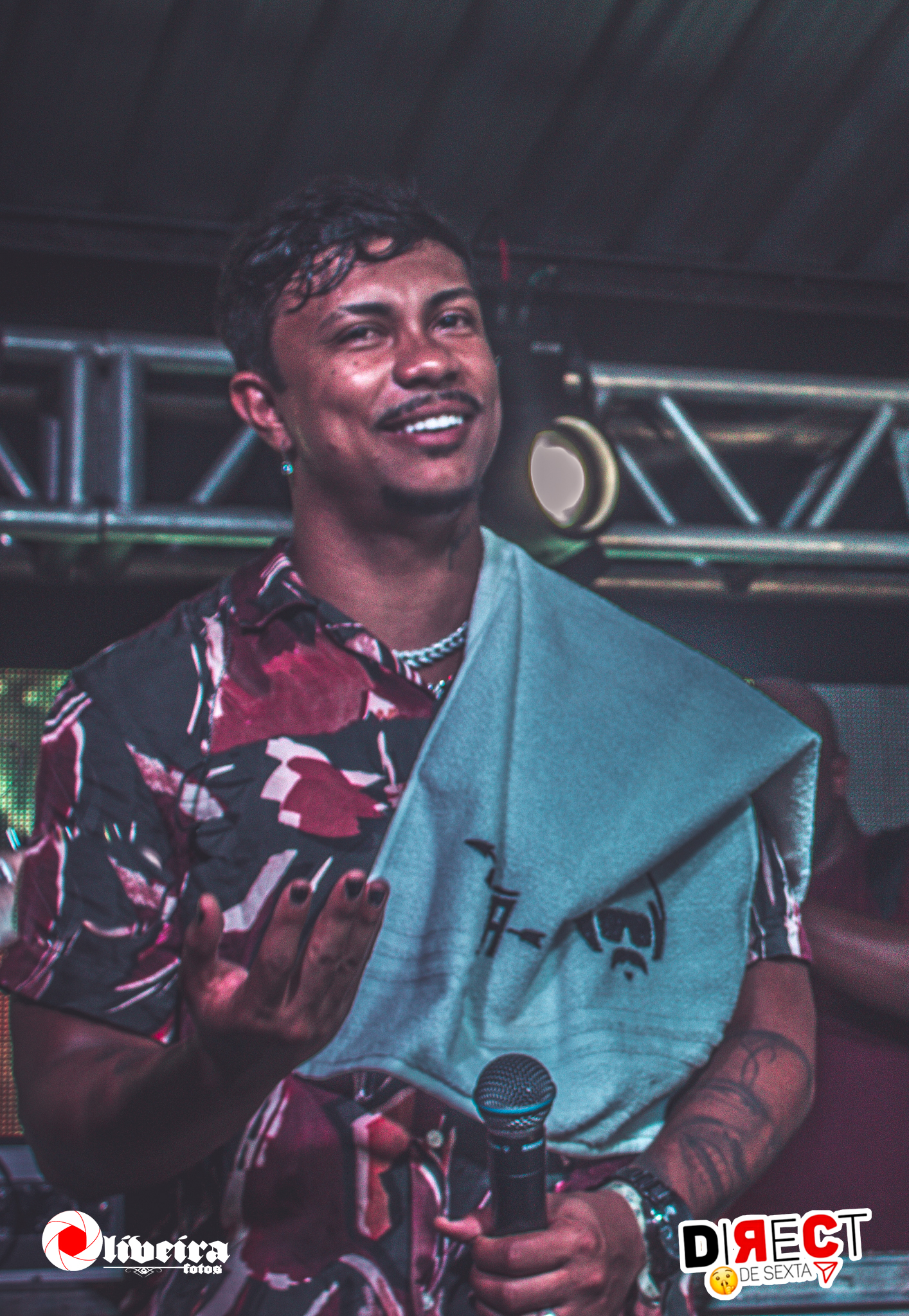
Xamã (foto) foi o primeiro artista a alcançar a primeira posição da Brazil Songs com "Malvadão 3", que liderou a parada por três semanas consecutivas.

| Data            | Canção                  | Artista(s)                                                                                              | Ref.   |
| --------------- | ----------------------- | --- | ------ |
| 19 de fevereiro | "Malvadão 3"            | Xamã, Neo Beats e Gustah                                                                                | [ 1 ]  |
| 26 de fevereiro | "Malvadão 3"            | Xamã, Neo Beats e Gustah                                                                                | [ 2 ]  |
| 5 de março      | "Malvadão 3"            | Xamã, Neo Beats e Gustah                                                                                | [ 3 ]  |
| 12 de março     | "Dançarina"             | Pedro Sampaio e MC Pedrinho                                                                             | [ 4 ]  |
| 19 de março     | "Dançarina"             | Pedro Sampaio e MC Pedrinho                                                                             | [ 5 ]  |
| 26 de março     | "Dançarina"             | Pedro Sampaio e MC Pedrinho                                                                             | [ 6 ]  |
| 2 de abril      | "Envolver"              | Anitta                                                                                                  | [ 7 ]  |
| 9 de abril      | "Envolver"              | Anitta                                                                                                  | [ 8 ]  |
| 16 de abril     | "Sentadona (Ai Calica)" | MC Frog, Davi Kneip e DJ Gabriel Do Borel                                                               | [ 9 ]  |
| 23 de abril     | "Sentadona (Ai Calica)" | MC Frog, Davi Kneip e DJ Gabriel Do Borel                                                               | [ 10 ] |
| 30 de abril     | "Sentadona (Ai Calica)" | MC Frog, Davi Kneip e DJ Gabriel Do Borel                                                               | [ 11 ] |
| 7 de maio       | "Sentadona (Ai Calica)" | MC Frog, Davi Kneip e DJ Gabriel Do Borel                                                               | [ 12 ] |
| 14 de maio      | "Sentadona (Ai Calica)" | MC Frog, Davi Kneip e DJ Gabriel Do Borel                                                               | [ 13 ] |
| 21 de maio      | "Sentadona (Ai Calica)" | MC Frog, Davi Kneip e DJ Gabriel Do Borel                                                               | [ 14 ] |
| 28 de maio      | "Sentadona (Ai Calica)" | MC Frog, Davi Kneip e DJ Gabriel Do Borel                                                               | [ 15 ] |
| 4 de junho      | "Acorda Pedrinho"       | Jovem Dionisio                                                                                          | [ 16 ] |
| 11 de junho     | "Acorda Pedrinho"       | Jovem Dionisio                                                                                          | [ 17 ] |
| 18 de junho     | "Acorda Pedrinho"       | Jovem Dionisio                                                                                          | [ 18 ] |
| 25 de junho     | "Termina Comigo Antes"  | Gusttavo Lima                                                                                           | [ 19 ] |
| 2 de julho      | "Termina Comigo Antes"  | Gusttavo Lima                                                                                           | [ 20 ] |
| 9 de julho      | "Bandido"               | Zé Felipe e MC Mari                                                                                     | [ 21 ] |
| 16 de julho     | "Bandido"               | Zé Felipe e MC Mari                                                                                     | [ 22 ] |
| 23 de julho     | "Ai Preto"              | L7nnon, DJ Biel do Furduncinho e Bianca                                                                 | [ 23 ] |
| 30 de julho     | "Pipoco"                | Ana Castela, Melody e DJ Chris No Beat                                                                  | [ 24 ] |
| 6 de agosto     | "Pipoco"                | Ana Castela, Melody e DJ Chris No Beat                                                                  | [ 25 ] |
| 13 de agosto    | "Pipoco"                | Ana Castela, Melody e DJ Chris No Beat                                                                  | [ 26 ] |
| 20 de agosto    | "Pipoco"                | Ana Castela, Melody e DJ Chris No Beat                                                                  | [ 27 ] |
| 27 de agosto    | "Pipoco"                | Ana Castela, Melody e DJ Chris No Beat                                                                  | [ 28 ] |
| 3 de setembro   | "Pipoco"                | Ana Castela, Melody e DJ Chris No Beat                                                                  | [ 29 ] |
| 10 de setembro  | "Pipoco"                | Ana Castela, Melody e DJ Chris No Beat                                                                  | [ 30 ] |
| 17 de setembro  | "Pipoco"                | Ana Castela, Melody e DJ Chris No Beat                                                                  | [ 31 ] |
| 24 de setembro  | "Casei com a Putaria"   | MC Paiva e MC Ryan SP                                                                                   | [ 32 ] |
| 1 de outubro    | "Casei com a Putaria"   | MC Paiva e MC Ryan SP                                                                                   | [ 33 ] |
| 8 de outubro    | "Poesia Acústica 13"    | MC Cabelinho, TZ da Coronel, Chefin, Luísa Sonza, N.I.N.A., Xamã, Oruam, Chris MC, L7nnon e Salve Malak | [ 34 ] |
| 15 de outubro   | "Casei com a Putaria"   | MC Paiva e MC Ryan SP                                                                                   | [ 35 ] |
| 22 de outubro   | "Eu Gosto Assim"        | Gustavo Mioto e Mari Fernandez                                                                          | [ 36 ] |
| 29 de outubro   | "Eu Gosto Assim"        | Gustavo Mioto e Mari Fernandez                                                                          | [ 37 ] |
| 5 de novembro   | "Eu Gosto Assim"        | Gustavo Mioto e Mari Fernandez                                                                          | [ 38 ] |
| 12 de novembro  | "Eu Gosto Assim"        | Gustavo Mioto e Mari Fernandez                                                                          | [ 39 ] |
| 19 de novembro  | "Eu Gosto Assim"        | Gustavo Mioto e Mari Fernandez                                                                          | [ 40 ] |
| 26 de novembro  | "Eu Gosto Assim"        | Gustavo Mioto e Mari Fernandez                                                                          | [ 41 ] |
| 3 de dezembro   | "Evoque Prata"          | MC Menor HR, MC Menor SG e Dj Escobar                                                                   | [ 42 ] |
| 10 de dezembro  | "Evoque Prata"          | MC Menor HR, MC Menor SG e Dj Escobar                                                                   | [ 43 ] |
| 17 de dezembro  | "Evoque Prata"          | MC Menor HR, MC Menor SG e Dj Escobar                                                                   | [ 44 ] |
| 24 de dezembro  | "Bombonzinho"           | Israel & Rodolffo e Ana Castela                                                                         | [ 45 ] |
| 31 de dezembro  | "Bombonzinho"           | Israel & Rodolffo e Ana Castela                                                                         | [ 46 ] |